# Miyako-jima
Miyako-jima (宮古島) est l'île principale des îles Miyako, dans l'archipel Sakishima de l'archipel Ryūkyū (préfecture d'Okinawa) au Japon. Située en mer de Chine orientale, sa pointe orientale baigne la mer des Philippines.

## Géographie
D'une superficie de 158,70 km2, elle accueillait une population de 55 914 habitants en 2006.
Elle est administrée, avec les îles Ikema-jima, Ōgami-jima, Kurima-jima, Irabu-jima et Shimoji-shima, par la ville de Miyakojima.
Elle est située approximativement à 400 km à l'est de Taïwan.

### Climat
| Mois                                             | jan.     | fév.      | mars      | avril     | mai       | juin      | jui.      | août      | sep.      | oct.      | nov.      | déc.      | année     |
| ------------------------------------------------ | -------- | --------- | --------- | --------- | --------- | --------- | --------- | --------- | --------- | --------- | --------- | --------- | --------- |
| Température minimale moyenne (°C)                | 16,3     | 16,6      | 17,9      | 20,4      | 23        | 25,7      | 26,8      | 26,5      | 25,6      | 23,8      | 21,3      | 18,2      | 21,9      |
| Température moyenne (°C)                         | 18,3     | 18,6      | 20,1      | 22,5      | 25        | 27,7      | 28,9      | 28,6      | 27,6      | 25,5      | 23,1      | 20        | 23,8      |
| Température maximale moyenne (°C)                | 20,6     | 21,1      | 22,8      | 25,1      | 27,7      | 30,3      | 31,7      | 31,3      | 30,1      | 27,8      | 25,3      | 22,2      | 26,4      |
| Record de froid (°C) date du record              | 6,9 1967 | 7,3 1977  | 8,6 1963  | 11,4 1969 | 15,2 1965 | 17,4 1964 | 21,4 1968 | 21,2 1938 | 19,7 1997 | 17,2 1942 | 12,9 1975 | 9,6 1967  | 6,9 1967  |
| Record de chaleur (°C) date du record            | 27 1972  | 27,6 2010 | 28,6 1998 | 30,7 1964 | 33,3 1963 | 35,1 1971 | 35,3 1971 | 34,2 1988 | 34,2 1963 | 32,5 1952 | 30,9 1972 | 28,8 2018 | 35,3 1971 |
| Ensoleillement (h)                               | 85,5     | 90,3      | 116       | 122,9     | 149,3     | 191,9     | 241       | 210,9     | 179,3     | 151,9     | 112,3     | 92,7      | 1 743,9   |
| Précipitations (mm)                              | 138,8    | 119,8     | 138,7     | 148,7     | 222,3     | 194,7     | 151,6     | 257,4     | 259,3     | 157,9     | 139,8     | 147,2     | 2 076     |
| Nombre de jours avec précipitations              | 12,3     | 10,8      | 10,9      | 9,9       | 10,7      | 9,8       | 9,3       | 12,2      | 11,2      | 10        | 10,9      | 11,9      | 129,8     |
| dont nombre de jours avec précipitations ≥ 10 mm | 4,2      | 4,1       | 3,9       | 4,2       | 5,3       | 4,5       | 3,2       | 5,6       | 5,2       | 3,5       | 3,9       | 4,6       | 52,1      |
| Humidité relative (%)                            | 72       | 74        | 76        | 79        | 82        | 84        | 80        | 81        | 79        | 75        | 74        | 71        | 77        |
| Nombre de jours d'orage                          | 0,3      | 0,7       | 1,6       | 2,7       | 3,3       | 4,2       | 2,5       | 3,8       | 2,9       | 1,3       | 0,8       | 0,2       | 24,3      |
| Nombre de jours avec brouillard                  | 0        | 0         | 0,1       | 0,3       | 0,1       | 0         | 0         | 0         | 0         | 0         | 0         | 0         | 0,6       |

| Diagramme climatique                                  |               |               |               |             |               |               |               |               |               |               |               |
| J                                                     | F             | M             | A             | M           | J             | J             | A             | S             | O             | N             | D             |
| 20,616,3138,8                                         | 21,116,6119,8 | 22,817,9138,7 | 25,120,4148,7 | 27,723222,3 | 30,325,7194,7 | 31,726,8151,6 | 31,326,5257,4 | 30,125,6259,3 | 27,823,8157,9 | 25,321,3139,8 | 22,218,2147,2 |
| Moyennes : • Temp. maxi et mini °C • Précipitation mm |               |               |               |             |               |               |               |               |               |               |               |

## Importance géostratégique
L'île est situé à mi-distance entre Taiwan et Okinawa, importante base militaire des États-Unis. Un aéroport civil avec une piste de 2 000 m y est installé. une garnison des forces terrestres d'autodéfense japonaises, des missiles anti navires Type 12 Surface-to-Ship Missile (en) et des Type 03 Chū-SAM y sont installés depuis 2021 et une batterie de missiles sol-air MIM-104 Patriot depuis mai 2023. Ce qui est source de tensions avec la Chine.